# Fjell
Fjell é uma comuna da Noruega, com 147 km² de área e 20 043 habitantes (censo de 2004).         